# Air One
Air One – nieistniejące włoskie linie lotnicze z siedzibą w Rzymie. Airone to po włosku czapla, która znajduje się na logo firmy.
Do 23 listopada 1995 jako Aliadriatica, utworzona w 1983. 30 października 2014 zaprzestała prowadzenie działalności.